# United Internet
United Internet est une entreprise allemande qui fait partie de l'indice TecDAX depuis 2003. Elle possède notamment l'hébergeur 1&1 IONOS (anciennement 1&1 Internet).

## Histoire
En 2009, United Internet annonce l'acquisition de United-Domains AG à Lycos Europe. United Internet reprend également le portail d'email Caramail, alors filiale de Lycos, et transfere ses utilisateurs vers GMX. En 2010, United Internet rachète le portail d'email Mail.com à Jay Penske.
En 2016, United Internet revend ses activités d'hébergement web au fonds Warburg Pincus pour 450 millions d'euros. En juillet 2017, Axel Springer annonce fusionner sa filiale Awin avec la filiale Affilinet de United Internet, créant un nouvel ensemble appartenant à 80 % à Axel Springer et à 20 % à United Internet.

## Activité
L'entreprise regroupe dix marques et est impliquée dans deux domaines. United Internet s'adresse aux clients commerciaux comme des fournisseurs, et aux particuliers.
United Internet vend des services sur les marques GMX, Web.de et 1&1 IONOS. En plus, l'entreprise offre des marques blanches via InterNetX et via Fasthosts pour les clients à les revendre[Quoi ?]. Dans le domaine du marketing numérique, United Internet offre des produits aux clients publicitaires derrière les marques AdLINK Media, affilinet et Sedo.